# Rally México de 2018
El Rally México de 2018, oficialmente 15.º Rally Guanajuato México, fue la tercera ronda de la temporada 2018  del Campeonato Mundial de Rally. Se celebró del 8 al 11 de marzo y contó con un itinerario de veintidós tramos sobre tierra con un total de 345,60 km cronometrados. Fue también la tercera ronda de los campeonatos WRC 2 y WRC 3.
Entre los pilotos inscritos, 31 en total, se encuentran los habituales de los equipos oficiales: Ford con Sébastien Ogier, Elfyn Evans y un tercer coche para Teemu Suninen; Hyundai con Andreas Mikkelsen, Thierry Neuville y Dani Sordo; Toyota con Jari-Matti Latvala, Ott Tänak y Esapekka Lappi y Citroën que cuenta con Kris Meeke y Sébastien Loeb, que regresa al campeonato después de tres años de ausencia.

## Lista de inscritos
| \| Pilotos principales \| Pilotos principales \| Pilotos principales \| Pilotos principales \| Pilotos principales \| Pilotos principales \| \| Num. \| Piloto \| Copiloto \| Coche \| Equipo \| Neumático \| \| -------------------------- \| ------------------- \| ------------------- \| --------------------- \| --------------------------- \| ------------------- \| \| 1 \| Sébastien Ogier \| Julien Ingrassia \| Ford Fiesta WRC \| M-Sport Ford WRT \| M \| \| 2 \| Elfyn Evans \| Daniel Barritt \| Ford Fiesta WRC \| M-Sport Ford WRT \| M \| \| 3 \| Teemu Suninen \| Mikko Markkula \| Ford Fiesta WRC \| M-Sport Ford WRT \| M \| \| 4 \| Andreas Mikkelsen \| Anders Jæger \| Hyundai i20 Coupe WRC \| Hyundai Shell Mobis WRT \| M \| \| 5 \| Thierry Neuville \| Nicolas Gilsoul \| Hyundai i20 Coupe WRC \| Hyundai Shell Mobis WRT \| M \| \| 6 \| Dani Sordo \| Carlos del Barrio \| Hyundai i20 Coupe WRC \| Hyundai Shell Mobis WRT \| M \| \| 7 \| Jari-Matti Latvala \| Miikka Anttila \| Toyota Yaris WRC \| Toyota Gazoo Racing WRT \| M \| \| 8 \| Ott Tänak \| Martin Järveoja \| Toyota Yaris WRC \| Toyota Gazoo Racing WRT \| M \| \| 9 \| Esapekka Lappi \| Janne Ferm \| Toyota Yaris WRC \| Toyota Gazoo Racing WRT \| M \| \| 10 \| Kris Meeke \| Paul Nagle \| Citroën C3 WRC \| Citroën Total Abu Dhabi WRT \| M \| \| 11 \| Sébastien Loeb \| Daniel Elena \| Citroën C3 WRC \| Citroën Total Abu Dhabi WRT \| M \| \| Fuente: rallymexico.com[2] \| \| \| \| \| \| |                    |                   |                       |                             |           |
| Pilotos principales |                    |                   |                       |                             |           |
| Num. | Piloto             | Copiloto          | Coche                 | Equipo                      | Neumático |
| 1 | Sébastien Ogier    | Julien Ingrassia  | Ford Fiesta WRC       | M-Sport Ford WRT            | M         |
| 2 | Elfyn Evans        | Daniel Barritt    | Ford Fiesta WRC       | M-Sport Ford WRT            | M         |
| 3 | Teemu Suninen      | Mikko Markkula    | Ford Fiesta WRC       | M-Sport Ford WRT            | M         |
| 4 | Andreas Mikkelsen  | Anders Jæger      | Hyundai i20 Coupe WRC | Hyundai Shell Mobis WRT     | M         |
| 5 | Thierry Neuville   | Nicolas Gilsoul   | Hyundai i20 Coupe WRC | Hyundai Shell Mobis WRT     | M         |
| 6 | Dani Sordo         | Carlos del Barrio | Hyundai i20 Coupe WRC | Hyundai Shell Mobis WRT     | M         |
| 7 | Jari-Matti Latvala | Miikka Anttila    | Toyota Yaris WRC      | Toyota Gazoo Racing WRT     | M         |
| 8 | Ott Tänak          | Martin Järveoja   | Toyota Yaris WRC      | Toyota Gazoo Racing WRT     | M         |
| 9 | Esapekka Lappi     | Janne Ferm        | Toyota Yaris WRC      | Toyota Gazoo Racing WRT     | M         |
| 10 | Kris Meeke         | Paul Nagle        | Citroën C3 WRC        | Citroën Total Abu Dhabi WRT | M         |
| 11 | Sébastien Loeb     | Daniel Elena      | Citroën C3 WRC        | Citroën Total Abu Dhabi WRT | M         |
| Fuente: rallymexico.com |                    |                   |                       |                             |           |

## Resultados

### Itinerario
| Día                     | Tramo | Nombre                            | Distancia | Ganador de la etapa | Coche                 | Tiempo  | Líder de la general |
| ----------------------- | ----- | --------------------------------- | --------- | ------------------- | --------------------- | ------- | ------------------- |
| Día 1 (8 marzo)         | SS1   | Street Stage Guanajuato           | 2.53 km   | Thierry Neuville    | Hyundai i20 Coupe WRC | 2:06.7  | Thierry Neuville    |
| Día 2 (9 marzo)         | SS2   | Duarte - Derramadero 1            | 26.05 km  | Kris Meeke          | Citroën C3 WRC        | 17:08.9 | Kris Meeke          |
| Día 2 (9 marzo)         | SS3   | El Chocolate 1                    | 31.44 km  | Dani Sordo          | Hyundai i20 Coupe WRC | 24:05.6 | Dani Sordo          |
| Día 2 (9 marzo)         | SS4   | Ortega 1                          | 17.23 km  | Dani Sordo          | Hyundai i20 Coupe WRC | 9:33.2  | Dani Sordo          |
| Día 2 (9 marzo)         | SS5   | Street Stage León 1               | 1.11 km   | Teemu Suninen       | Ford Fiesta WRC       | 1:03.7  | Dani Sordo          |
| Día 2 (9 marzo)         | SS6   | Duarte - Derramadero 2            | 26.05 km  | Kris Meeke          | Citroën C3 WRC        | 16:56.7 | Dani Sordo          |
| Día 2 (9 marzo)         | SS7   | El Chocolate 2                    | 31.44 km  | Sébastien Loeb      | Citroën C3 WRC        | 23:54.2 | Dani Sordo          |
| Día 2 (9 marzo)         | SS8   | Ortega 2                          | 17.23 km  | Sébastien Loeb      | Citroën C3 WRC        | 9:24.8  | Dani Sordo          |
| Día 2 (9 marzo)         | SS9   | SSS Autódromo de León 1           | 2.30 km   | Ott Tänak           | Toyota Yaris WRC      | 1:37.8  | Dani Sordo          |
| Día 2 (9 marzo)         | SS10  | SSS Autódromo de León 2           | 2.30 km   | Sébastien Ogier     | Ford Fiesta WRC       | 1:37.3  | Dani Sordo          |
| Día 3 (10 marzo)        | SS11  | Guanajuatito 1                    | 30.97 km  | Sébastien Loeb      | Citroën C3 WRC        | 20:35.6 | Sébastien Loeb      |
| Día 3 (10 marzo)        | SS12  | Otates 1                          | 26.37 km  | Kris Meeke          | Citroën C3 WRC        | 20:26.9 | Sébastien Loeb      |
| Día 3 (10 marzo)        | SS13  | El Brinco 1 (Live TV)             | 9.98 km   | Sébastien Ogier     | Ford Fiesta WRC       | 5:29.2  | Sébastien Loeb      |
| Día 3 (10 marzo)        | SS14  | Guanajuatito 2                    | 30.97 km  | Sébastien Ogier     | Ford Fiesta WRC       | 20:10.1 | Sébastien Ogier     |
| Día 3 (10 marzo)        | SS15  | Otates 2                          | 26.37 km  | Sébastien Ogier     | Ford Fiesta WRC       | 20:05.1 | Sébastien Ogier     |
| Día 3 (10 marzo)        | SS16  | El Brinco 2 (Live TV)             | 9.98 km   | Sébastien Ogier     | Ford Fiesta WRC       | 5:24.6  | Sébastien Ogier     |
| Día 3 (10 marzo)        | SS17  | SSS Autódromo de León 3           | 2.30 km   | Dani Sordo          | Hyundai i20 Coupe WRC | 1:38.0  | Sébastien Ogier     |
| Día 3 (10 marzo)        | SS18  | SSS Autódromo de León 4           | 2.30 km   | Kris Meeke          | Citroën C3 WRC        | 1:36.6  | Sébastien Ogier     |
| Día 3 (10 marzo)        | SS19  | Street Stage León 2               | 1.11 km   | Andreas Mikkelsen   | Hyundai i20 Coupe WRC | 1:02.7  | Sébastien Ogier     |
| Día 4 (11 marzo)        | SS20  | Alfaro                            | 24.32 km  | Jari-Matti Latvala  | Toyota Yaris WRC      | 15:23.7 | Sébastien Ogier     |
| Día 4 (11 marzo)        | SS21  | Las Minas (Live TV)               | 11.07 km  | Ott Tänak           | Toyota Yaris WRC      | 6:42.9  | Sébastien Ogier     |
| Día 4 (11 marzo)        | SS22  | Las Minas (Live TV) (Power Stage) | 11.07 km  | Ott Tänak           | Toyota Yaris WRC      | 6:33.1  | Sébastien Ogier     |
| Fuente: rallymexico.com |       |                                   |           |                     |                       |         |                     |

### Power stage
El power stage fue una etapa de 11.07 km al final del rally. Se otorgaron puntos adicionales del Campeonato Mundial a los cinco más rápidos.